# 光之美少女 All Stars New Stage3 永遠的朋友
《電影 光之美少女 All Stars New Stage3 永遠的朋友》於2014年3月15日在日本上映。此作品是第六次集結光之美少女系列的結合作品。

## 故事簡介
光之美少女们意外进入了梦的世界，在那里遇到了可以操纵梦的妖精，并且陷入危险之中......最後解決了惡夢獸也解救了孩子。

## 登場人物
以下只記載有參與劇情台詞演繹的成員。

### 填充幸福 光之美少女！
愛乃惠／可愛天使（Cure Lovely）
配音：中島愛（日本）
白雪姬／公主天使（Cure Princess）
配音：潘惠美（日本）
大森悠子／蜂蜜天使（Cure Honey）
先於暗中解救被惡夢抓住的古萊魯、恩恩，後在最後出擊時出現，沒出現於光之美少女大合照及片尾曲中
絲帶（Ribbon）
配音：松井菜櫻子（日本）
蔚藍（Blue）
配音：山本匠馬（日本）
- 必殺技

光之美少女 粉紅愛情射擊（Precure Pinky Love Shoot）
光之美少女 蒼藍快樂射擊（Precure Blue Happy Shoot）

### DokiDoki! 光之美少女
相田愛／愛心天使（Cure Heart）
配音：生天目仁美（日本）
菱川六花／鑽石天使（Cure Diamond）
配音：壽美菜子（日本）
四葉愛麗絲／幸運草天使（Cure Rosetta）
配音：淵上舞（日本）
劍崎真琴／聖劍天使（Cure Sword）
配音：宮本佳那子（日本）
圓亞久里／王牌天使（Cure Ace）
配音：釘宮理惠（日本）
夏露露（Charles）
配音：西原久美子（日本）
艾艾（Ai）
配音：今井由香（日本）
- 必殺技

我的甜心（My Sweet Heart）
鑽石閃光（Twinkle Diamond）
光之美少女 幸運草反射（Precure Rosetta Reflection）
光之美少女 寶劍閃光（Precure Sparkle Sword）
王牌射擊（Ace Shot）

### Smile 光之美少女！
星空幸／快樂天使（Cure Happy）
配音：福圓美里（日本）
黃瀨彌生／和平天使（Cure Peace）
配音：金元壽子（日本）
綠川直／旋風天使（Cure March）
配音：井上麻里奈（日本）
- 必殺技

光之美少女 快樂雨露（Precure Happy Shower）
光之美少女 晴朗火焰（Precure Sunny Fire）
光之美少女 和平雷擊（Precure Peace Thunder）
光之美少女 旋風追擊（Precure March Shoot）
光之美少女 美麗暴雪（Precure Beauty Blizzard）

### 光之美少女：美樂天使
北條音／旋律天使（Cure Melody）
配音：小清水亞美（日本）
- 必殺技

光之美少女 音樂圓舞曲（Precure Music Rondo）

### 光之美少女：甜蜜天使！
花咲蕾／花蕾天使（Cure Blossom）
配音：水樹奈奈（日本）
來海繪理香／海洋天使（Cure Marine）
配音：水澤史繪（日本）
- 必殺技

光之美少女 粉紅強力音波（Precure Pink Fortewave）
光之美少女 水藍強力音波（Precure Blue Fortewave）
光之美少女 花能超強音波（Precure Floral Power Fortissimo）

### 光之美少女：幸福精靈Fresh!
桃園愛／桃天使／愛情精靈（Cure Peach）
配音：沖佳苗（日本）
- 必殺技

光之美少女清新愛日照耀（Precure Love Sunshine Fresh）

### Yes! 光之美少女5／Yes! 光之美少女5 GoGo!
夢原望／夢天使（Cure Dream）
配音：三瓶由布子（日本）
夏木玲／火天使（Cure Rouge）
配音：竹內順子（日本）
春日野麗／星天使（Cure Lemonade）
配音：伊瀨茉莉也（日本）
秋元小町／冰天使（Cure Mint）
配音：永野愛（日本）
水無月香戀／水天使（Cure Aqua）
配音：前田愛（日本）
米露／美美野來未／紫天使（Milk／Milky Rose）
配音：仙台惠理（日本）
- 必殺技

光之美少女 烈焰火球（Precure Fire Strike）
光之美少女 光稜鎖鏈（Precure Prism Chain）
光之美少女 翡翠圓盤（Precure Emerald Saucer）
光之美少女 寶石弓箭（Precure Sapphire Arrow）
光之美少女 花蝶流星（Precure Shooting Star）

### 光之美少女 Splash Star
日向咲／花天使／月天使（Cure Bloom／Cure Bright）
配音：樹元織江（日本）
美翔舞／舞天使／風天使（Cure Egret／Cure Windy）
配音：榎本溫子（日本）
- 必殺技

光之美少女 雙重漩渦 Splash（Precure Twin Stream Splash）

### 光之美少女／光之美少女Max Heart
美墨渚／黑天使（Cure Black）
配音：本名陽子（日本）
雪城穗乃香／雪天使（Cure White）
配音：野上尤加奈（日本）
- 必殺技

光之美少女 亮晶晶黑白迴轉Max（Precure Marble Screw Max）
- 全體必殺技

光之美少女 組合拳擊, 新階段式（Precure Collaboration Punch, New Stage）
由黑天使、 花天使、 夢天使 、桃天使、 花蕾天使、 旋律天使、 快樂天使、 愛心天使及可愛天使一起聯合使出拳擊，把敵人打至四散。這是光之美少女 All Stars DX3的全新升級攻擊。

### 僅限於All Stars 系列電影登場的光之美少女與其搭檔
坂上步美／回聲天使（Cure Echo）
配音：能登麻美子（日本）
前作劇場版《光之美少女 All Stars New Stage 未來的朋友》的第一女主角。
轉學到橫濱的中學生，光之美少女的狂熱支持者，在本作中她擁有了自己的搭檔精靈：古萊魯與恩恩。
必殺技
光之美少女 心靈回聲（Precure Heartful Echo）
將胸口的徽章化為淡綠色光球，使之以甩彩帶的方式在自己四周轉圈，最後投擲天空，淡綠色光點突破烏雲從天降下，光點接觸過的地方將被淨化。
古萊魯（Geleru）
配音：愛河里花子（日本）
就讀于妖精學校的精靈，長相酷似浣熊，在本作中與恩恩一起成為了坂上步的搭檔精靈。
恩恩（En-En）
配音：玉川砂記子（日本）
就讀于妖精學校的精靈，長相酷似狐狸，在本作中與古萊魯一起成為了坂上步的搭檔精靈。

### 周邊人物
夢太（Yumeta）
配音：吉田小南美（日本）
就讀于妖精學校的精靈，與古萊魯和恩恩是同一個年級，夢想成為一隻優秀的清除大家睡夢中惡夢的貘。
妖精學校老師
配音：菊池正美（日本）
妖精學校的老師，長相酷似烏龜，戴著一個紅色的領結，負責就讀于妖精學校里的精靈們的教學工作。
奈美
配音：剛力彩芽（日本）
被封閉在夢的世界裏的神秘少女，將來夢想成為一名糕點師。

### 敵人
瑪亞姆（Maamu）
配音：平野文（日本）
夢太的母親，為了讓兒子夢太能夠開心起來以排解他沒有朋友的孤獨感，想把孩子們永遠困在夢境中，並釋放大量的惡夢獸攻擊光之美少女，企圖也想將光之美少女們永遠困在夢境中，但後來在包括夢太在內的眾人感召下改邪歸正。
惡夢獸（Nightmare Monster）
配音：野澤雅子、菊池正美（最終形態）（日本）
本作反派，大量誕生於孩子們惡夢中，長相酷似泰迪熊的邪惡怪獸，妄圖將所有人都沉浸在可怕的惡夢之中。最終形態真身為一隻巨大的章魚般的怪物，最終被可愛天使與公主天使以必殺技徹底消滅。

## 主題曲
「(2014 Version) 」
作詞：六見純代，作曲、編曲：高梨康治，主唱：工藤真由、生天目仁美、中島愛

作詞：只野菜摘，作曲：小杉保夫，編曲：Dr.Usui，主唱：本名陽子 、樹元織江 、三瓶由布子、沖佳苗、水樹奈奈、小清水亞美、福圓美里、生天目仁美、中島愛

## 製作人員
- 原作：東堂泉
- 監督：小川孝治
- 劇本：成田良美
- 原作角色設計：稻上晃、香川久、馬越嘉彥、川村敏江、高橋晃、佐藤雅將
- 角色設計、作畫監督：青山充
- 美術監督：渡邊佳人
- 色彩設計：澤田豐二
- 製作擔當：藤岡和實
- 動畫製作：東映動畫
- 製作：電影光之美少女All Stars NS3製作委員會（東映動畫、東映、Bandai、旭通廣告、朝日放送、Marvelous AQL、木下工務店）
- 發行：東映

## 外部連結
- （日語）光之美少女 All Stars New Stage 3 永遠的朋友 官方網站（页面存档备份，存于）